# The Lady Eve
The Lady Eve is een Amerikaanse screwball-komedie uit 1941 onder de regie van Preston Sturges.

## Verhaal
Jean Harrington is een aantrekkelijke oplichtster. Samen met haar vader wil ze aan boord van een passagiersschip een rijke man aan de haak slaan. Ze kiest de argeloze slangenonderzoeker Charles Pike uit, die pas terug is uit de Amazone.

## Rolverdeling
| Acteur            | Personage              |
| ----------------- | ---------------------- |
| Barbara Stanwyck  | Jean                   |
| Henry Fonda       | Charles                |
| Charles Coburn    | Kolonel Harrington     |
| Eugene Pallette   | Mijnheer Pike          |
| William Demarest  | Muggsy                 |
| Eric Blore        | Alfred McGlennan Keith |
| Melville Cooper   | Gerald                 |
| Martha O'Driscoll | Martha                 |
| Janet Beecher     | Mevrouw Pike           |
| Robert Greig      | Burrows                |
| Dora Clement      | Gertrude               |
| Luis Alberni      | Emile                  |